# Efekt Pauliego

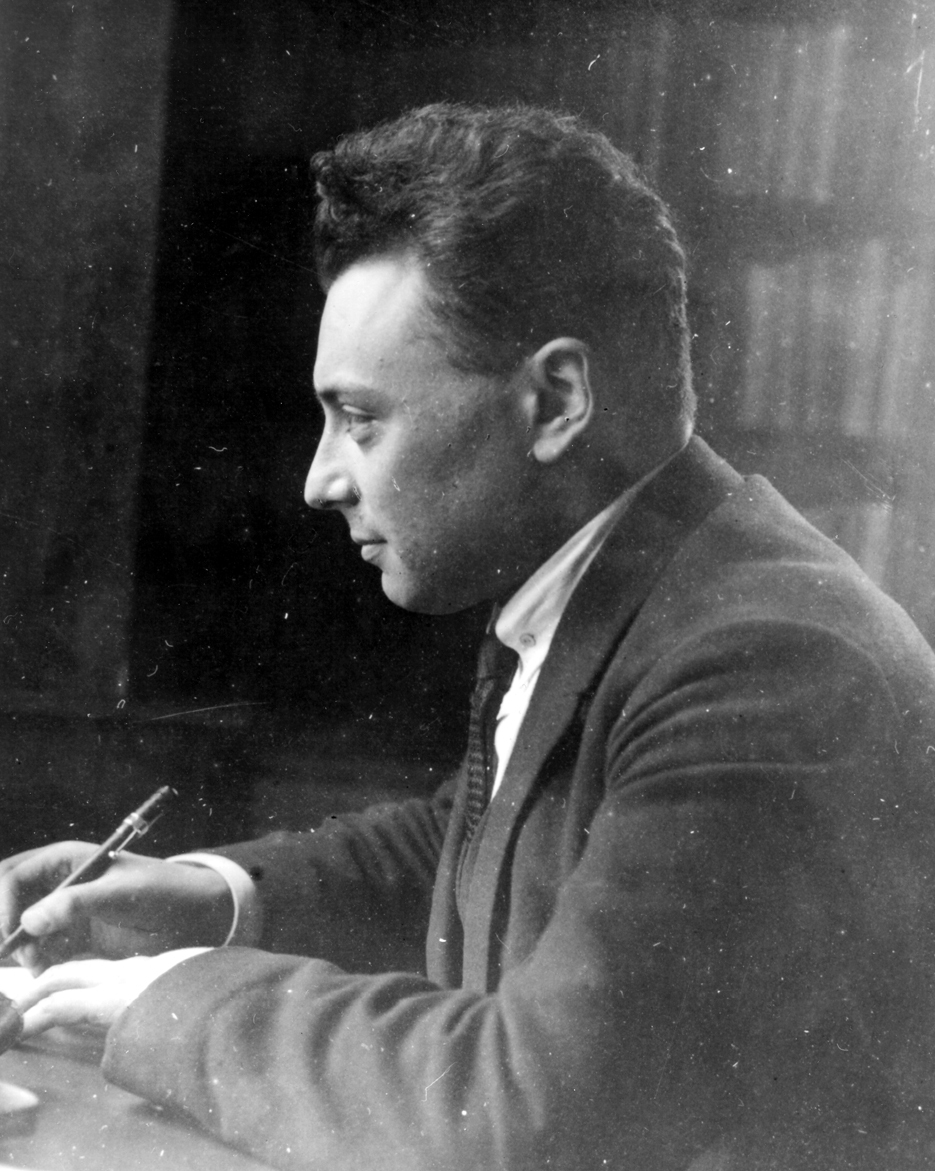
Wolfgang Pauli (ok. 1924)

Efekt Pauliego – określenie tajemniczego zjawiska niszczenia bądź ulegania uszkodzeniom różnego rodzaju sprzętu (szczególnie wyposażenia doświadczalnego laboratoriów) w obecności konkretnych osób, w szczególności fizyków teoretycznych. Efekt ten występował zadziwiająco często w obecności austriackiego fizyka Wolfganga Pauliego.
Efekt Pauliego jest czymś zupełnie innym niż zakaz Pauliego, który jest prawem fizycznym.

## Historia
Od początków XX wieku badania fizyczne zostały podzielone na teorię i eksperyment (patrz: metoda naukowa). Tylko kilku fizyków, jak np. Enrico Fermi, odnosiło sukcesy w obu dziedzinach. Przez brak umiejętności i doświadczenia w pracy eksperymentalnej teoretycy uważani są za niebezpiecznych w warunkach laboratoryjnych, szczególnie dla wyposażenia.
Pauli był wyjątkowy także pod tym względem: mówiono o nim, że jest tak dobrym teoretykiem, że każde doświadczenie ulegnie samozniszczeniu, gdy tylko Pauli znajdzie się w pobliżu. Ze strachu przed efektem Pauliego niemiecki fizyk Otto Stern zakazał Pauliemu wstępu do swojego laboratorium, pomimo że byli przyjaciółmi.
Słynny wypadek miał miejsce w laboratorium Uniwersytetu w Getyndze. Bardzo drogie urządzenie pomiarowe nagle przestało działać, bez wyraźnego powodu. Kierownik zespołu doświadczalnego złożył to na karb efektu Pauliego, jednak ktoś zauważył, że Pauli w tym czasie był w drodze do Zurychu, więc nie mógł mieć wpływu na to doświadczenie. Gdy opowiedziano historię Pauliemu, ten odparł, że faktycznie w tym czasie był w Getyndze czekając na przesiadkę na stacji kolejowej.
Jeśli efekt Pauliego byłby realny, zostałby zaklasyfikowany jako zjawisko „makropsychokinetyczne”. Jednak Wolfgang Pauli (według jego biografa Charlesa Enza) był przekonany, że efekt nazwany jego imieniem jest prawdziwy – jego bliski przyjaciel Markus Fierz powiedział "Pauli osobiście głęboko wierzył w swój efekt". Pogląd ten zgadzałby się z jego postawą naukową, jako że Pauli uznawał parapsychologię za dziedzinę wartą głębszego poznania.
W lutym 1950, kiedy był na Uniwersytecie w Princeton, spalił się tam wówczas cyklotron i Pauli pytał sam siebie, czy była to wina efektu Pauliego
Wystąpienie efektu Pauliego w trakcie otwarcia Instytutu Carla Gustawa Junga w Zurychu w 1948 skłoniło Pauliego do napisania artykułu "Fizyka tła", w którym próbuje on znaleźć relacje pomiędzy fizyką a psychologią głębi.